# UTC+09:30

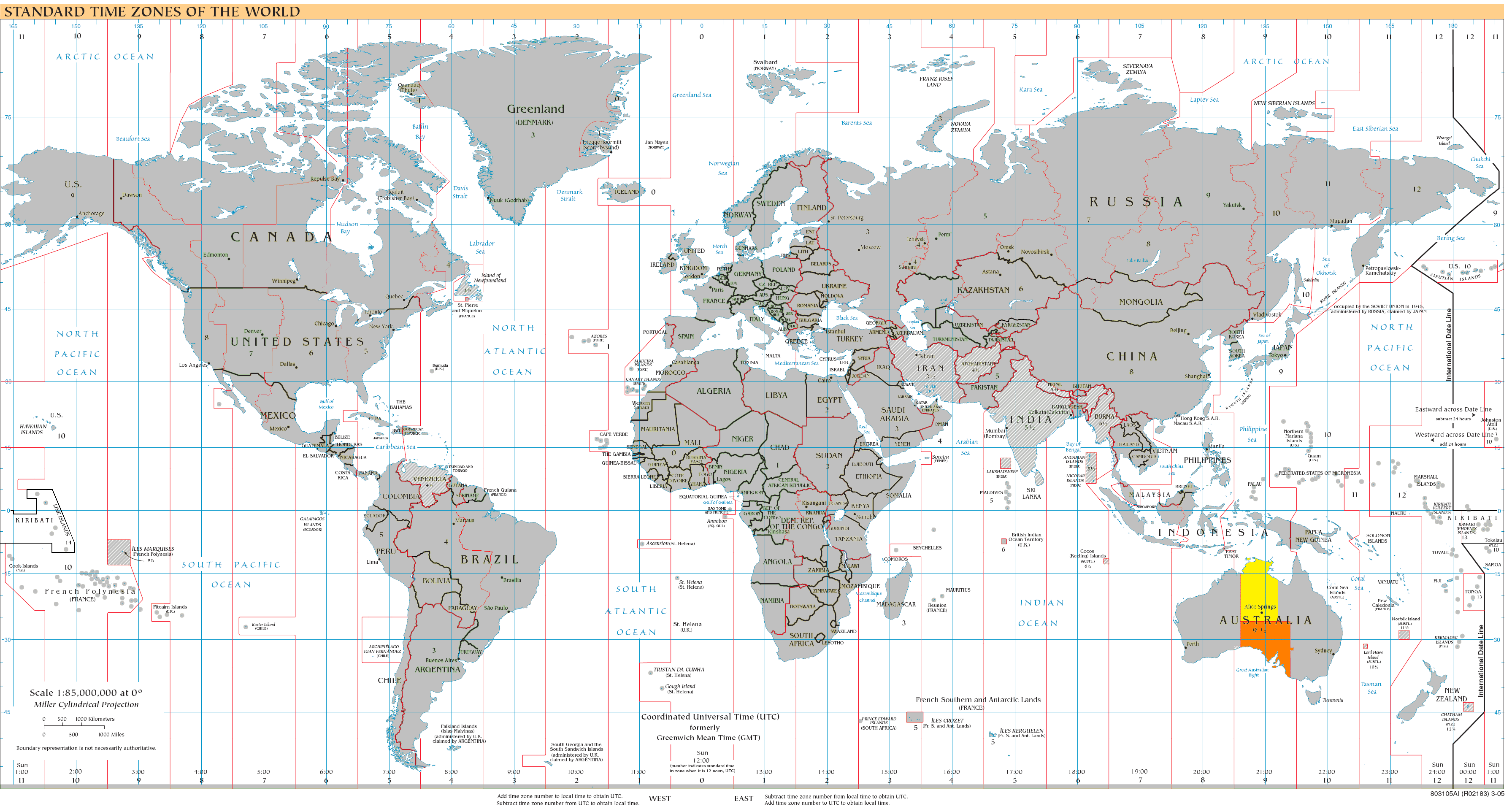
UTC+09:30:Blau (desembre), taronja (juny), groc (l'any sencer), blau clar (àrees marines)

UTC+09:30 és una zona horària d'UTC amb 9 hores i mitja més tard que l'UTC. El seu codi DTG és I+, I*  o I0.

## Zones horàries
- Australian Central Standard Time (ACST)

## Franges

### Temps estàndard (l'any sencer)
- Austràlia
  - Territori del Nord

### Temps estàndard (hivern a l'hemisferi sud)
Aquestes zones utilitzen l'UTC+09:30 a l'hivern i l'UTC+10:30 a l'horari d'estiu.
- Austràlia
  - Nova Gal·les del Sud: Yancowinna County (Només Broken Hill i voltants)
  - Austràlia Meridional

## Geografia
UTC+09:30 és la zona horària nàutica que comprèn l'alta mar de 142,5° E de longitud.